# بلاي ستيشن
بلاي ستيشن (بالإنجليزية: PlayStation) (باليابانية: プレイステーション)، ورسميا يختصر PS؛ هي علامة تجارية لسلسلة من أنظمة ألعاب الفيديو تم إنشاؤها وتطويرها من قبل شركة سوني أنتركتف إنترتينمنت. وكامتداد للأجيال الخامسة، السادسة والسابعة من ألعاب الفيديو، فقد عرضت كعلامة تجارية لأول مرة بتاريخ 3 ديسمبر، 1994 في اليابان. وتتكون العلامة التجارية من مجموعه ثلاثة وحدات ألعاب منزلية، مركز وسائل إعلام، خدمات على الإنترنت، خط من وحدات تحكم، واثنين من الأجهزة المحمولة وهاتف، فضلا عن مجلات متعددة.
كانت وحدة الألعاب الأولى في السلسلة هي بلاي ستيشن، وهي أول لعبة فيديو تشحن أكثر من 100 مليون وحدة بعد 9 سنوات و6 أشهر من انطلاقتها الأولي. وخليفتها بلاي ستيشن 2 هي الأفضل مبيعا حتى الآن، بعد أن بلغت أكثر من 150 مليون وحدة مباعة اعتبارا من 31 يناير 2011. وقد باعت سوني من الوحدة الحالية، بلاي ستيشن 3 أكثر من 55 مليون وحدة ألعاب في جميع أنحاء العالم اعتبارا من 30 سبتمبر 2011. وباعت أول وحدة نظام ألعاب محمول من سلسلة بلاي ستيشن وهي بلاي ستيشن بورتبل، ما مجموعه 67800000 وحدة حول العالم اعتبارا من 25 فبراير 2011. وتم تعيين بلاي ستيشن فيتا وهو المحمول المقبل الذي يجري تطويره من قبل شركة سوني خلفا لبلاي ستيشن بورتبل، والذي صدر في الربع الأول من عام 2012 في الولايات المتحدة[بحاجة لتحديث].

## تاريخ

شعار بلاي ستيشن الأصلي (1994)

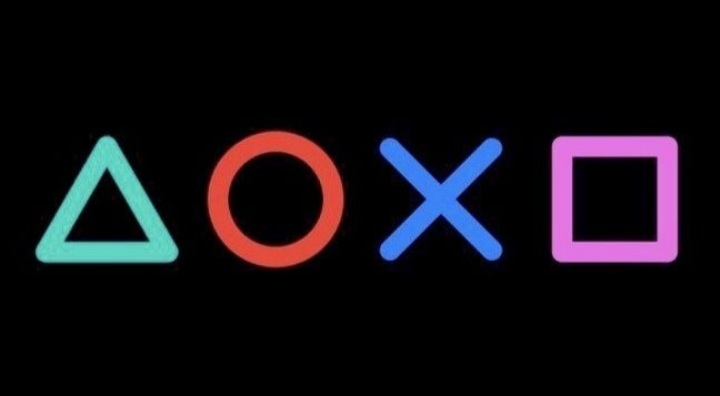
أزرار التحكم الأساسية في نظام بلايستيشن

البلاي ستيشن كانت فكرة كين كوتاراغي، والذي خرج من قسم هندسة الأجهزة في ذلك الوقت، ولُقب ب«أبو البلاي ستيشن».
تعود أصول وحدة التحكم إلى 1988، حيث كان مشروع مشترك بين سوني ونينتندو لإنشاء قرص مضغوط لجهاز سوبر نينتندو إنترتينمنت سيستم (سوبر فاميكوم).
عُرضت البلاي ستيشن لأول مرة في معرض الإلكترونيات الاستهلاكية في يونيو 1991، عندما أظهرت سوني وحدتها، والتي هي سوبر فاميكوم مع قرص مضغوط مدمج. بعد يوم من الإعلان في المعرض، أعلنت نينتندو عن فك الشراكة مع سوني، مختارةً أن تذهب مع شركة فيليبس لكن باستخدام النظام التكنولوجي نفسه.
كسرت نينتندو العقد بعد أن لم تستطيع الشركتان التوصل إلى اتفاق حول تقسيم الربح بين الشركتين.إلغاء الشراكة أثار غضب رئيس سوني نوريوأوهغا، الذي رد بتعيين كوتاراغي وتحميله مسؤولية تطوير مشروع البلاي ستيشن لمنافسة نيتندو.
في ذلك الوقت، كانت المفاوضات لا زالت قائمة بين سوني ونينتندو، حيث عرضت نينتندو على سوني أن ليس هناك «قاعدة لعب» فيما يتعلق بالشراكة الجديدة مع شركة فيليبس.

## الوحدات

### بلاي ستيشن
أطلق البلاي ستيشن الأصلي لأول مرة في ديسمبر 1994، وكان أول جهاز يطلق من سلسلة الوحدات والأنظمة المحمولة. شملت الوحدات والتحديثات شاملةً أجهزة نت ياورزي (بلاي ستيشن سوداء خاصة مع الأدوات والتعليمات الخاصة بالألعاب والتطبيقات) وبي سون (نسخة صغيرة من الجهاز الأصلي) وبوكيت ستيشن (نظام محمول والذي يعزز ألعاب البلاي ستيشن وأيضاً يعمل كبطاقة ذاكرة). كانت أحد أجهزة الجيل الخامس من وحدات ألعاب الفيديو وتنافس سيجا ساترن ونينتندو 64. منذ 31 مارس 2005، بيع من وحدات البلاي ستيشن وبي سون 102.49 مليون وحدة، لتكون أول نظام لعبة فيديو يُباع منها 100 مليون وحدة.

#### PSone
أطلقت في 7 يوليو 2000 بالتزامن مع بلاي ستيشن 2. جهاز البي سون نسخة معادة تصميمها أصغر بدرجة كبيرة من النسخة الأصلية للبلاي ستيشن.

### بلاي ستيشن 2
أطلقت في 2001، بعد 15 شهر من دريم كاست وقبل سنة من إطلاق منافسيها من الأجهزة، اكس بوكس ونينتندو غيم كيوب، والبلاي ستيشن هي جزء من الجيل السادس لأنظمة ألعاب الفيديو. تشغل البلاي ستيشن 2 الألعاب القديمة للبلاي ستيشن الأصلية. كما في سابقتها، صدرت نسخة مصغرة أعيد تصميمها (سلم لاين)، وأيضاً بني كجزء من بلاي ستيشن X مسجل الفيديو الرقمي وسوني BRAVIA KDL22PX300 HDTV. تُعد البلاي ستيشن 2 أكثر أنظمة ألعاب الفيديو نجاحاً في العالم، حيث بيعت أكثر من 150 مليون نسخة منذ 31 مارس 2011. البلاي ستيشن 2 كانت أسرع نظام ألعاب تصل إلى شحن 100 مليون وحدة في 29 نوفمبر 2005، حيث أنجزت هذا الإنجاز في 5 سنوات و9 شهور منذ إطلاقها. الإنجاز كان أسرع من إنجاز الجهاز السابق، البلاي ستيشن، الذي أخذ 9 سنوات و6 شهور منذ إطلاقه ليصل إلى نفس الرقم. انتهى شحن البلاي ستيشن 2 في اليابان في 28 ديسمبر 2012. في 4 يناير 2013، انتهى إنتاج البلاي ستيشن 2 في جميع أنحاء العالم.

#### نموذج سلم لاين
أطلقت في 2004، بعد 4 سنوات من إطلاق البلاي ستيشن 2، البلاي ستيشن 2 سلم لاين كان أول تصميم معاد للبلاي ستيشن 2. مقارنة بالجهاز الأصلي، السلم لاين أصغر وأنحف وأرق، وتشمل منفذ للإيثرنت (بعض الأسواق تشمل مودم). بدأت سوني في 2007 بشحن نسخ من السلم لاين أفتح من السلم لاين الأصلية.أطلقت سوني في 2008 نسخ أخرى من السلم لاين يتضمن التصميم الداخلي وحدة الإمداد بالطاقة في الوحدة الأصلية نفسها مثل بلاي ستيشن 2 مما أدى إلى خفض الوزن الإجمالي من الجهاز.

### بلاي ستيشن 3
أطلقت في 11 نوفمبر 2006، البلاي ستيشن 3 جزء من الجيل السابع لألعاب الفيديو وتنافس اكس بوكس 360 ووي. بلاي ستيشن 3 أول جهاز في سلسلة البلاي ستيشن يستخدم تكنولوجيا استشعار الحركة من خلال قبضة التحكم سداسية المحور. يتضمن الجهاز أيضاً قرص بلو راي عالي الدقة (HD). كانت البلاي ستيشن 3 أصلاً ستعرض سعة تخزينها ب20 أو 60 جيجا بايت، لكن صار بالإمكان زيادة سعة التخزين إلى 500 جيجا بايت.أطلقت بلاي ستيشن 3 لاحقاً، كالأجهزة التي سبقتها نموذج «سلم».بحسب سوني كمبيوتر إنترتينمنت، بيع 70 مليون وحدة من البلاي ستيشن 3 منذ 4 نوفمبر 2012.(بحسب IDC فقد بيع 77 مليون وحدة منذ يناير 2013).

### بلاي ستيشن 4

واجهة نظام تشغيل لجهاز بلاي ستيشن 4

في 20 فبراير، 2013، كشفت سوني عن نظام بلاي ستيشن 4، والذي نزل في الأسواق في موسم أعياد نهاية سنة 2013. أطلقت سوني البلاي ستيشن 4 مستهدفة قطاع العاب الجيل الرابع لينافس إكس بوكس ون. وذلك خلال مؤتمر في 20 فبراير، 2013 وقد استخدمة سوني في جهازها معالج AMD وذاكرة عشوائية 8جيجا واستخدم هذا الإصدار نظام تشغيل مخصص orbis OS المبني على فري بي ‌إس ‌دي

### بلاي ستيشن 5
في 8 أكتوبر 2019، أُعلنت سوني إنتراكتيف إنترتينمنت أن بلاي ستيشن 5 سوف يطلق في أواخر سنة 2020. تم الإعلان عن شكل بلاي ستيشن 5 في تاريخ 11 حزيران من عام 2020، وقد حصد البث على موقع يوتيوب على أعلى نسبة مشاهدة وصلت إلى مليوني مشاهدة.

## أضرارها على الطفل
من أضرار البلايستيشن على الطفل:
- تسبب ضعف البصر.
- تسبب الصرع.
- تنمي العُزلة والانطوائية عن المجتمع.
- تقوّس الظهر ومشاكل في العمود الفقري.
- رعشة بأطراف اليدين.
- تنمية السلوك العدواني بسبب مشاهد العنف في بعض ألعاب الفيديو.
- قلة الإدراك والتركيز بسبب انغماس الطفل في الألعاب الإلكترونية.

## مواصفات جهاز بلايستيشن 5 Play Station الرسمية
المعالج: ثماني النواة من نوع Zen 2 وبسرعة 3.5 غيغا هيرتز (تردد متغير).معالج رسوميات (غرافيك): 10.28 من نوع CUs 36،TFLOPs بسرعة 2.23 غيغا هيرتز (تردد متغير).
هندسة معالج الرسوميات: Custom RDNA 2.
ذاكرة الرام: 16 غيغا بايت من نوع GDDR6/256-bit.
ذاكرة النطاق: 448 GB/s.
سعة التخزين الداخلي: 825 غيغا بايت مخصصة من نوع SSD.
الإنتاجية: 5.5 غيغا بايت في الثانية (Typical) 8-9 GB/s (Compressed).
التخزين القابل للتوسعة: NVMe SSD Slot.
التخزين الخارجي: USB HDD Support.
محرك الأقراص الضوئية: 4K UHD Blu-ray Drive.

## مميزات بلايستيشن 5 Play Station
- الميزة الأضخم أنه يدعم تشغيل الألعاب بجودة الـ 8K الحديثة وبسرعة عرض الإطارات 120 إطار في الثانية الواحدة.
- كما يدعم تقنية الصوت الثلاثي الأبعاد.
- كما ويمكن تشغيل كافة ألعاب PS4 على الجيل الجديد.[9]

## موعد إصدار بلايتستيشن 5 في السوق
صدر الجهاز في 12 نوفمبر 2020 في أمريكا الشمالية وأوقيانوسيا واليابان وكوريا الجنوبية، وفي 19 نوفمبر 2020 لبقية المناطق الأخرى في العالم، من بينها الشرق الأوسط وشمال أفريقيا ولكن باستثناء الصين.

## مقارنة
| الجهاز                               | بلاي ستيشن | بلاي ستيشن 2 | بلاي ستيشن 3 | بلاي ستيشن 4 | بلاي ستيشن 5 |
| ------------------------------------ | --- | --- | --- | --- | --- |
| الصورة                               | الأعلى: بلاي ستيشن الأسفل: بلاي ستيشن 1 | اليسار: بلاي ستيشن 2 اليمين: بلاي ستيشن 2 سليم | الفوق: بلاي ستيشن 3 (اليسار) وبلاي ستيشن 3 سلم (اليمين) الأسفل: بلاي ستيشن 3 سوبر سلم | الفوق: بلاي ستيشن 4 الأسفل: بلاي ستيشن 4 برو (بلاي ستيشن 4 سليم غير موجود) | بلاي ستيشن 5 الإصدار القياسي (الإصدار الرقمي من بلاي ستيشن 5 غير معروض)                                                                          |
| السعر عند الإطلاق                    | بلاي ستيشن ين ياباني39,800 دولار أمريكي299 جنيه إسترليني299 بلاي ستيشن 1 ين ياباني15,000 دولار أمريكي99 جنيه إسترليني79 | بلاي ستيشن 2 ين ياباني39,800 دولار أمريكي299 جنيه إسترليني299 بلاي ستيشن 2 سلم دولار أمريكي149 يورو149 | بلاي ستيشن 3 ين ياباني49,980 (20 جيجا بايت) دولار أمريكي499 (20 جيجا بايت) دولار أمريكي599 (60 جيجا بايت) جنيه إسترليني425 (60 جيجا بايت) يورو599 (60 جيجا بايت) بلاي ستيشن 3 سلم ين ياباني29,980 (يتضمن الضرائب) (120 جيجا بايت) دولار أمريكي 299 (120 جيجا بايت) يورو 299 (120 جيجا بايت) بلاي ستيشن 3 سوبر سلم ين ياباني24,980 (يتضمن الضرائب) (250 جيجا بايت) دولار أمريكي 269 (250 جيجا بايت) يورو299 (500 جيجا بايت)                                                                                            | بلاي ستيشن 4 38,980 ين ياباني (500 جيجا بايت) 399 دولار أمريكي (500 جيجا بايت) 399 يورو (500 جيجا بايت) 349 جنيه إسترليني (500 جيجا بايت) بلاي ستيشن 4 سلم 299 دولار أمريكي (500 جيجا بايت) $349 (1 تيرا بايت) €299 (500 جيجا بايت) €349 (1 تيرا بايت) بلاي ستيشن 4 برو $399 (1 تيرا بايت) €399 (1 تيرا بايت) | بلاي ستيشن 5 ¥49,980 $499.99 €499.99 £449.99 النسخة الرقمية من بلاي ستيشن 5 ¥39,980 $399.99 €399.99 £359.99                                      |
| تاريخ الإطلاق                        | اليابان ديسمبر 3، 1994 NA سبتمبر 9، 1995 أوروبا 29 سبتمبر، 1995 أستراليا 15 نوفمبر، 1995 بلاي ستيشن 1 أوروبا 2000اليابان 7 يوليو، 2000NA 19 سبتمبر، 2000 | اليابان 4 مارس، 2000 NA 26 أكتوبر، 2000 أوروبا 24 نوفمبر، 2000 أستراليا 30 نوفمبر، 2000 بلاي ستيشن 2 سلم أوروبا 29 أكتوبر، 2004اليابان 3 نوفمبر، 2004NA نوفمبر 2004أستراليا نوفمبر 2004 | اليابان 11 نوفمبر، 2006 NA 17 نوفمبر، 2006أوروبا 23 مارس، 2007 بلاي ستيشن 3 بلاي ستيشن 3 سلم اليابان 27 أغسطس، 2009 NA 1 سبتمبر، 2009 أوروبا 1 سبتمبر، 2009 بلاي ستيشن 3 سوبر سلم NA 25 سبتمبر، 2012 أوروبا 28 سبتمبر، 2012 اليابان 4 أكتوبر، 2012 | NA 15 نوفمبر، 2013 EU November 29, 2013 AUS November 29, 2013 JP February 22, 2014 بلاي ستيشن 4 سلم اليابان 15 سبتمبر، 2016 NA 15 سبتمبر، 2016 أوروبا 15 سبتمبر، 2016 بلاي ستيشن 4 برو اليابان 10 نوفمبر، 2016 NA 10 نوفمبر، 2016 EU 10 نوفمبر، 2016                                                          | أمريكا الشمالية، أستراليا، نيوزيلندا، اليابان، كوريا الجنوبية 12 نوفمبر، 2020 باقي العالم 19 نوفمبر، 2020 الصين سيتم التأكيد لاحقاً               |
| قائمة أكثر أنظمة ألعاب الفيديو مبيعا | 102.49 مليون شحنة تم شحنها، بما في ذلك 28.15 مليون جهاز بلاي ستيشن 1 (اعتباراً من 31 مارس، 2007) | >155 مليون (منذ 28 ديسمبر، 2012) | >87.4 مليون (منذ 31 مارس، 2017) | >113.5 مليون (منذ 30 سبتمبر، 2020) | — |
| قائمة أكثر ألعاب الفيديو مبيعا       | غران تورزمو10.85 مليون تم شحنها (منذ 30 أبريل، 2008) | جراند ثفت أوتو: سان أندرياس؛ 17.33 مليون شحنة (منذ 26 مارس، 2008) | جراند ثفت أوتو 5؛ أكبر من 15 مليون شحنة (منذ 7 ديسمبر، 2013) | أنشارتد 4: نهاية لص؛ أكثر من 15 مليون شحنة (31 مارس، 2019) | — |
| الوسائط                              | CD-ROM | دي في دي/CD-ROM | بلو راي، DVD-ROM, CD-ROM, سوبر أوديو سي دي (الجيل الأول والثاني فقط) | بلو راي، دي في دي Blu-ray 6x CAV, DVD 8x CAV | ألترا أج دي بلو-راي ‏, بلو راي، دي في دي |
| الملحقات والإضافات المُضمنة           | - محول RFU - يدة التحكم (بلاي ستيشن كنترولر أو دوال شوك، يعتمد على تاريخ الشراء) | - DualShock 2 أداة التحكم - موصل آر سي أي كابل الصوت والصورة | - القرص الصلب الداخلي (20، 40، 60، 80، 120، 160، 250، 320 أو 500 جيجا بايت، على حسب موديل الجهاز) - Wireless DualShock 3 / Sixaxis أداة التحكم - كابل الصوت والصورة - كابل إيثرنت - كابل يو إس بي | - القرص الصلب الداخلي (500 جيجا بايت/1 تيرا بايت) (بلاي ستيشن 4 وبلاي ستيشن 4 سلم)، Iالقرص الصلب الداخلي (1 تيرا بايت) (بلاي ستيشن 4 برو) - أداة DualShock 4 اللاسلكية - سماعة رأس مونو - كابل الطاقة - كابل HDMI - كابل يو إس بي                                                                             | - وسيط تخزين ذو حالة ثابتة الداخلي (825 جيجا بايت) - أداة تحكم DualSense اللاسلكية - Base - كابل الطاقة - كابل HDMI - كابل يو إس بي              |
| الأكسسوارات (بالتجزئة)               | - بلاي ستيشن كنترولر - أداة تحكم دوال أنالوج - دوال شوك - ملتي تاب ‏ (لأربعة لاعبين) - أداة تحكم كرة الصيد - كان كون GunCon ‏ - Jogcon - Konami Justifier - BeatMania controller ‏ - NeGcon - بوكيت ستيشن - Flightstick - Memory Card - إس فيديو cable - Euro-AV Cable (RGB-سكارت)    | - دوال شوك - PlayStation 2 HDD Internal hard drive supported by PlayStation 2 Expansion Bay (model 30000 and 50000 only) - PlayStation 2 Headset - بلاي ستيشن آي توي - Driving Force ‏ Steering Wheels with Force Feedback - أونيموشا 3: حصار العفريت katana controller - Resident Evil 4 chainsaw controller - PlayStation 2 DVD remote control - Network adapter Built-in for slim case model (PSTwo, model 70000) - Memory Card (8 MB, 16 MB, 32 MB, 64 MB, 128 MB) (for PlayStation 2) - Guitar Hero SG Controller - 'Buzz' Controllers (with all versions of Buzz ‏) - Light gun (GunCon 2) - Multitap (multi-controller adaptor) - Component AV cable - S-Video cable - Euro-AV Cable (RGB-SCART) - Microphones (with Karaoke Revolution and SingStar games) - USB Mouse & Keyboard | - بلاي ستيشن موف - بلاي ستيشن آي - أداة تحكم دوال شوك اللاسلكية - Blu-ray Remote ControlVideo Cable - كابل الصوت المتوافق مع الفيديو - كابل الصوت والفيديوD-Terminal - كابل واجهة متعددة الوسائط عالية الوضوح - PlayTV - Torne - أدوات تحكم لألعاب فيديو رقصات مُختلفة متنوعة غيتار هيرو، دي جي هيرو ‏، باند هيرو ‏، روك باند ‏ وألعاب سينجستار - المايكروفونات - الغيتار وأدوات تحكم بالغيتار - Drum controllers - Turntable controllers (DJ Hero/DJ Hero 2) - Keyboard controller (Rock Band 3) - Light Gun (GunCon 3 ‏) | - أداة تحكم دوال شوك اللاسلكية - بلاي ستيشن كاميرا - كابل واجهة متعددة الوسائط عالية الوضوح - الوسائط عن بعد | - أداة تحكم دوال شوك اللاسلكية - كاميرا عالية الدقة والوضوح - سماعة Pulse 3D اللاسلكية - كابل واجهة متعددة الوسائط عالية الوضوح - الوسائط عن بعد |
| وحدة المعالجة المركزية               | R3000A 32bit RISC chip @ 33.7 MHz – صنعت من شركة LSI شركة ‏ | 300 MHz MIPS "Emotion Engine" | Cell Broadband Engine ‏ (3.2 GHz Power ISA 2.03 ‏-based PPE with eight 3.2 GHz SPE) | - 8-Core 1.6 GHz AMD "Jaguar" (PS4 and PS4 Slim) - 8-Core 2.1 GHz AMD "Enhanced Jaguar" (PS4 Pro) | 8-Core variable frequency (3.5 GHz capped) AMD AMD Zen 2 ‏                                                                                        |
| وحدة معالجة الرسوميات                | 16.47 million colors الدقة: 256x224 – 640x480 Sprite/BG drawing Adjustable frame buffer No line restriction Unlimited CLUTs (Color Look-Up Tables) 4,000 8x8 pixel sprites with individual scaling and rotation Simultaneous backgrounds (Parallax scrolling) 620,000 polygons/sec | 147 MHz "Graphics Synthesizer"; fill rate 2.352 gigapixel/sec; 1.1 gigapixel w. 1 texture(diffuse); 588 megapixel/sec w. 2 textures (2 diffuse maps or 1 diffuse map and 1 other(0 around 74 mill, 1 around 40 mill, 2 around 20 mill); 2 textures per pass Capable of multi-pass rendering; Connected to VU1 on CPU (a vector only for visual style coding things with 3.2 فلوبس) to deliver enhanced shader graphics and other enhanced graphics | 550 MHz RSX "Reality Synthesizer" (based on إنفيديا G70 architecture) | - PS4 and PS4 Slim: Custom إيه تي أي ريدون 18 Compute Units (1152 shaders) @ 800 MHz 1.8 فلوبس - PS4 Pro: Custom AMD Radeon, 36 Compute Units (2304 shaders) @ 911 MHz 4.2 TFLOPS | Custom AMD AMD RDNA 2 ‏ 36 Compute Units, variable frequency (2.23 GHz capped), 10.28 فلوبس                                                       |
| خدمات الإونلاين                      | — | خدمة غير موجودة ‏ | بلاي ستيشن نيتورك بلاي ستيشن ستور متصفح إنترنت A/V chat via بلاي ستيشن آي or PS2 بلاي ستيشن آي توي، voice chat via headset | بلاي ستيشن نيتورك بلاي ستيشن ستور متصفح إنترنت | بلاي ستيشن نيتورك بلاي ستيشن ستور متصفح إنترنت                                                                                                   |
| توافق الإصدارات السابقة              | — | بلاي ستيشن | 20جيجا بايت & 60جيجا بايت: كل عناوين بلاي ستشن وبلاي ستيشن Original 80GB: All PS1 titles, most PS2 titles. All other models (model code CECHGxx and later): Support for PS1 titles only. | No native backwards compatibility. Cloud based backwards compatibility via بلاي ستيشن ناو. Emulated PlayStation 2 titles ‏ available from the PlayStation Store. | معظم الإلعاب، بلاي ستيشن 4 وبلاي ستيشن في آر |
| برمجية النظام                        | نظام احتكاري | نظام إحتكاري، لينكس على بلاي ستيشن 2 مجموعة تشغيل DVD | شريط الوسائط المتقاطع | نظام أوربيس ‏ | سيُعلن لاحقاً |
| مميزات برمجية النظام                 | مشغل صوت CD | مشغل صوت CD مشغل DVD | نظام تشغيل can be installed and run via a مراقب الأجهزة الافتراضية (feature unavailable with Slim Model) Audio CD playback Audio file playback (ATRAC3, AAC, MP3, WAV, WMA) Video file playback (MPEG1, MPEG2, MPEG4, H.264-AVC, DivX) Blu-ray playback DVD playback Image editing and slideshows (JPEG, GIF, PNG, TIFF, BMP) Mouse and keyboard support فولدنغ@هوم client with visualizations from the RSX | مشغل بلو راي DVD playback Audio playback from inserted وحدة الذاكرة الفلاشية | مشغل بلو راي مشغل ألترا أج دي بلوراي مشغل DVD |
| قابلية المُستهلك للبرمجة              | يتطلب مجموعة نت ياروز ‏ | برمجية ياباسيك، لينكس على بلاي ستيشن 2 | تطوير الجهاز من خلال منصة لينكس الحُرة المجانية أو من خلال الحاسوب الشخصي. | — | — |

## الأنظمة المحمولة

### بلاي ستيشن بورتبل

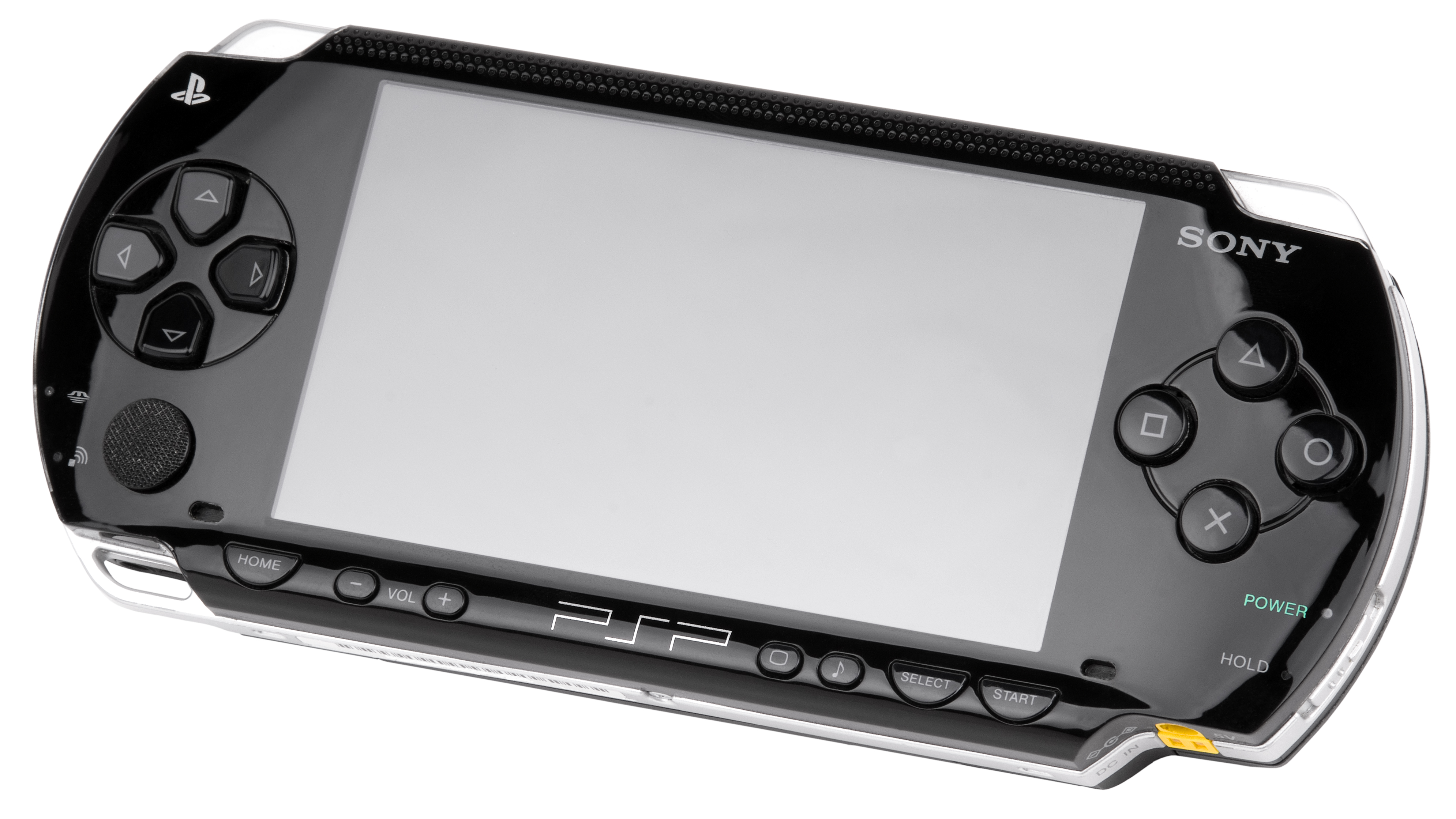
بلاي ستيشن محمول

أطلقت في مارس 2005، البلاي ستيشن المحمولة (بي اس بي) هو أول نظام ألعاب محمول تطلقه سوني لمنافسة أنظمة نينتندو المحمولة وهي الدي اس. البي اس بي أول جهاز يستخدم خاصية جديدة تسمى بقرص الوسائط العام. تتسع الذاكرة الوميضية لتخزين 32 ميجا بايت، قابلة للتوسع عبر بطاقة الذاكرة اللاصقة. لدى البي اس بي حبات تحكم مشابهة لحبات التحكم في بلاي ستيشن 3 وهي  ('مثلث')،  ('دائرة/O'),  ('اكس/X') و ('مربع')، لكن ألوان الحبات في البي اس بي بيضاء وليست نفس الألوان الأصلية.

#### موديل 2000 و3000
البي اس بي (سلم أند لايت) أو بي اس بي 2000، أطلقت في سبتمبر 2007، وهي أول جهاز يعاد تصميمه للبي اس بي. البي اس بي 2000 أفتح لوناً بنسبة 33% وأخف وزناً بنسبة 19% من البي اس بي الأصلية. حجم البطارية انخفض للثلث، لكن مرور وقت البطارية نفسه في البي اس بي الأصلية، وذلك لاستهلاك طاقة أقل. البي اس بي 2000 لديها لمعان مكتمل.

### بلاي ستيشن فيتا

بلاي ستيشن فيتا

أطلقت PlayStation Vita في ديسمبر 2011 باليابان، وهو يحتوي على شاشة تعمل باللمس.

## الألعاب
1. السلسلة من تطوير هيديو كوجيما، ميتال غير سوليد - PS1 و PS2 وPS3 وPS4
2. سلسلة فاينل فانتسي - PS1 وPS2 وPS3 وPS4
3. سلسلة كول أوف ديوتي- PS2 وPS3 وPS4
4. ذا لاست أوف أس - PS3 وPS4
5. سلسلة أنشارتد 4: نهاية لص - PS3 وPS4

## أدوات التحكم

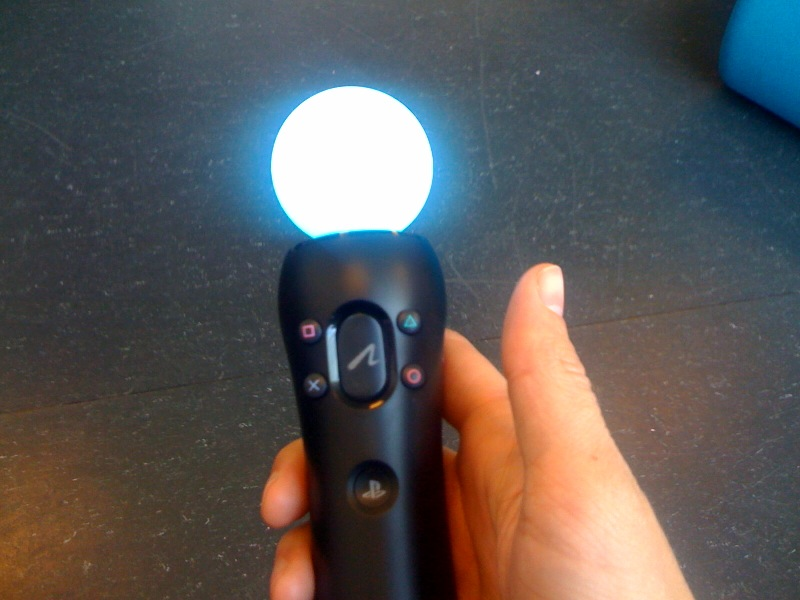
جهاز تحكم "بلايستيشن موف"(PlayStation Move)

## وصلات خارجية
- الموقع الرسمي
- الموقع الرسمي
- الموقع الرسمي